# اچ‌ام‌اس لی (۱۸۹۹)
اچ‌ام‌اس لی (۱۸۹۹) (به انگلیسی: HMS Lee (1899)) یک کشتی بود. این کشتی در سال ۱۸۹۹ ساخته شده است.